# Henry Heth
Henry "Harry" Heth (E i Heth udtales som et i). (16. december 1825 – 27. september 1899) var en karriereofficer i den amerikanske hær og general i Sydstaternes hær under den amerikanske borgerkrig. Han huskes som den, der udløste Slaget ved Gettysburg, ved uforvarende at sende nogle tropper til den lille landsby i Pennsylvania, hvor de ifølge hans erindringer ledte efter sko.

## Tidlige år
Heth blev født i Black Heath i Chesterfield County i Virginia, som søn af flådekaptajn John Heth og Margaret L. Pickett. Han var fætter til George E. Pickett. Han blev normalt kaldt "Harry", det navn som også blev foretrukket af hans bedstefar, der var oberst i Uafhængighedskrigen og havde etableret Heth familien indenfor kul i Virginia efter at være indvandret fra England omkring 1759.
Han var en af de få generaler, som Robert E. Lee tiltalte med fornavn. Heth fik eksamen fra West Point nederst i klassen i 1847. Han blev såret på West Point i 1846 af en bajonet som ramte hans ben. Han blev udnævnt til midlertidig sekondløjtnant og tildelt 1. infanteriregiment. Indtil borgerkrigen gjorde han fortrinsvis tjeneste på poster i Vesten, hvor han i nogle tilfælde var forsyningsofficer, og han blev efterhånden forfremmet til kaptajn. Han spillede en fremtrædende rolle i 1855 i Slaget ved Ash Hollow mod Sioux indianerne. I 1858 lavede han hærens første manual om skydefærdighed.

## Borgerkrigen
Efter at krigen var brudt ud ved Fort Sumter, tog Heth sin afsked fra Unionens hær og gik ind i Sydstatshæren. Han blev forfremmet til oberstløjtnant og gjorde i kort tid tjeneste som Robert E. Lee's forsyningsofficer i Virginias provisoriske hær, men den tid blev betydningsfuld for hans senere karriere, fordi Lee holdt øje med ham i resten af krigen. Han brugte resten af 1861 i Kanawha Valley i det vestlige Virginia i 5. og 45. Virginia Infanteri regiment. Han blev forfremmet til brigadegeneral den 6. januar 1862 og sendt vestpå til det østlige Tennessee for at gøre tjeneste under Edmund Kirby Smith. Under kampagnen i Kentucky, fik han tilladelse af Smith til at tage en division med nordpå fra Lexington i Kentucky og true Cincinnati. Det kom der kun nogle små skudvekslinger ud af. Nogle få uger senere kommanderede han en division i Perryville kampagnen, men kom for sent til at deltage i Slaget ved Perryville.
I marts 1863 bragte Lee Heth tilbage til Army of Northern Virginia, som leder af en brigade i generalmajor A.P. Hill's division. Han kæmpede i Slaget ved Chancellorsville, hvor han viste misforstået aggressivitet i sit første store slag, hvor han angreb uden reserver mod en unionsstyrke, der dukkede frem fra The Wilderness. Han overtog midlertidigt kommandoen over divisionen, da Hill blev såret. Efter Stonewall Jacksons død reorganiserede Lee sin hær i tre korps og forfremmede Hill til leder af 3. korps. Heth beholdt kommandoen over divisionen og blev forfremmet til generalmajor den 24. maj 1863.
Heth’s division skrev historie ved utilsigtet at starte Slaget ved Gettysburg. Mens de marcherede øst på fra Cashtown den 1. juli 1863, sendte Heth to brigader frem for at rekognoscere. I sine erindringer skriver han, at de blev sendt frem for at lede efter sko i Gettysburg, men nogle historikere betragter dette som en opdigtet historie, da Heth vidste, at Jubal A. Early havde været i Gettysburg nogle få dage tidligere, og ville have taget de sko, der måtte have været til rådighed. I øvrigt ville det have været spild at sende hele to brigader af sted på en sådan opgave. Heth's sande begrundelse er således ukendt. Brigaderne stødte på Unionens kavaleri under brigadegeneral John Buford og spredte sig ud i kampformation.
Lee havde beordret A.P. Hill til at undgå en stor konfrontation med fjenden før han kunne nå at få samlet hele hæren, men Heth’s handlinger havde nu gjort ordren akademisk. De var i kamp, og der begyndte hurtigt at komme forstærkninger til Unionen. Heth’s beslutning om at sende sine to brigader fremad, inden resten af hans division var nået frem, var også en fejl. De blev slået tilbage af en eliteenhed i Army of the Potomac's I. korps, som bl.a. omfattede den hårdnakkede Iron Brigade. Efter en pause i kampen bragte Heth to yderligere brigader ind i kampen om eftermiddagen og Unionens styrker blev drevet tilbage til Seminary Ridge, hvilket dog primært skyldtes, at Unionens højre flanke blev knust af Richard S. Ewell's korps som kom nordfra. Til sidst angreb Heth igen sammen med generalløjtnant Robert E. Rodes division, og Unionens korps blev slået på flugt tilbage gennem byens gader til Cemetery Hill. Sydstaternes tab var alvorlige, Heth skulle have koordineret sit angreb bedre med generalmajor William Dorsey Pender’s division. Heth blev selv såret under angrebet, da en kugle ramte ham i hovedet, men heldigvis for ham havde han et hat på, som var for stor, og derfor var foret med papir for at komme til at passe. Formentlig var det papiret som afbøjede kuglen og forhindrede et dødeligt sår, men Heth blev slået bevidstløs og effektivt sat ud af kampen. Dele af hans division under kommando af brigadegeneral Johnston Pettigrew, kom i kamp to dage senere under Pickett's Charge, og han kom sig tilstrækkeligt til at lede divisionen under tilbagetrækningen til Virginia og i de mindre træfninger i efteråret 1863.
Harry Heth ledede sin division igennem Overland kampagnen i 1864, Belejringen af Petersburg og retræten i Appomattox kampagnen til slaget ved Appomattox Courthouse hvor han overgav sig sammen med Lee den 9. april 1865.

## Efter krigen
Efter krigen arbejdede Heth i forsikringsbranchen og senere blev han statslig landmåler og arbejdede i Kontoret for Indianske Anliggender. Han døde i Washington, D.C., og ligger begravet på Hollywood Cemetery i Richmond.

## Udvalgte værker
- A System of Target Practice (udgivet i 1858)
- The Memoirs of Henry Heth (posthumt, 1974).